# Doãn Thế Cường
Doãn Thế Cường (sinh năm 1958) là Chủ tịch Ủy ban nhân dân tỉnh Hưng Yên, đại biểu Quốc hội Việt Nam khóa XIII, thuộc đoàn đại biểu Hưng Yên.

## Tiểu sử
Doãn Thế Cường sinh ngày 03/3/1958, tại xã Lệ Xá huyện Tiên Lữ tỉnh Hưng Yên.
Tại Đại hội Đảng bộ tỉnh Hưng Yên lần thứ XVIII nhiệm kỳ 2015 - 2020, ông Doãn Thế Cường đã có nguyện vọng xin thôi không tham gia cấp ủy khóa mới.
Tại kỳ họp thứ 11, các đại biểu HĐND tỉnh Hưng Yên khóa XV đã biểu quyết chấp thuận đơn xin thôi đảm nhiệm chức vụ Chủ tịch UBND tỉnh Hưng Yên nhiệm kỳ 2011 - 2016 của ông Doãn Thế Cường.